# 구쓰키 모리쓰나
쿠츠키 모리츠나(일본어: 朽木為綱 くつき もりつな[*])는 탄바국 후쿠치야마번 13대 (마지막) 번주이자, 후쿠치야마번 쿠츠키가 14대 당주이다.

## 생애
고카 2년 (1845년) 11월 5일, 12대 번주 쿠츠키 츠나하루의 장남으로 태어났다. 아버지가 처음 양사자로 있던 히로츠나 (8대 번주 쿠츠키 마사츠나의 3남 요네쿠라 마사나가의 5남)가 요절했기 때문에 적자가 된다. 또한, 모리츠나의 첫번째 정실인 츠네코는 히로츠나의 동생이다. 분큐 원년 (1861년) 3월 15일, 14대 쇼군 도쿠가와 이에모치를 배알한다. 분큐 2년 12월 16일, 종5위하 이요노카미에 서임된다. 게이오 2년 (1867년) 4월 17일, 츠나하루가 사망함에 따라 가독을 승계하였다.
게이오 3년 (1867년) 12월 13일, 번사를 교토에 파견해 막부 명령으로 구 교토 쇼시다이 저택을 경비했다. 게이오 4년 (1868년) 1월, 토바・후시미 전투에서는 구 에도 막부군에 합류하려다 막부군이 패퇴하자 되돌아갔다. 그리고, 사이온지 킨모치가 이끄는 산인도 진무사(山陰道鎮撫使)에게 항복했다. 2월 6일, 모리츠나는 교토에 올라가 공순의 자세를 보였다. 신정부로부터 호쿠에츠 출병(北越出兵), 탄바・탄고 등의 대관지・막부령 등의 접수 명령을 받았다. 2월 24일, 번사 일부와 구 막부 측과의 연계 혐의를 받고 근신한다.
메이지 2년 (1869년) 6월 20일, 판적봉환에 의해 후쿠치야마번 번지사에 임명된다. 메이지 4년 (1871년) 7월 15일, 폐번치현으로 면관되어, 9월에 도쿄로 이주했다. 메이지 5년 (1872년) 5월 14일, 양자인 츠나아키라(綱鑑)에게 가독을 물려주고 은거했다. 그 후, 후쿠치야마로 돌아가 사족 구제에 힘썼다. 메이지 11년 (1878년) 7월 27일, 츠나아키라의 은거로, 다시 가독을 이었다. 유학중인 츠나아키라의 결혼에 반대하여, 은거시켜 츠나아키라의 원래 본가로 돌려보낸 것이다. 이후에는 부교회를 설립해 사족 구제에 본격적으로 힘썼다고 한다. 메이지 16년 (1883년) 4월 26일에 39세의 나이로 사망하였다.
친자식으로는 육군 소장・귀족원 의원을 지내고, 화약 연구자로도 유명한 자작 쿠츠키 츠나사다가 있다.

## 가족 관계
- 아버지 : 쿠츠키 츠나하루 (1816년 ~ 1867년)
- 어머니 : 불명
- 정실 : 츠네코 (恒子) - 요네쿠라 마사나가의 딸
- 계실 : 이쿠코 (郁子) - 아오야마 타다나가의 딸
- 생모 불명의 자녀
  - 아들 : 츠나하리 (綱張)
  - 아들 : 쿠츠키 츠나사다 (1875년 ~ 1929년)
  - 딸 : 쿠키 타카테루의 정실
- 양자
  - 아들 : 쿠츠키 츠나아키라 (朽木綱鑑) - 마츠다이라 무네히데의 7남

| 전임 쿠츠키 츠나하루 | 제13대 후쿠치야마번 번주 (쿠츠키씨) 1867년 - 1871년 | 후임 폐번치현 |

| 전임 쿠츠키 츠나하루 | 제14대 후쿠치야마 쿠츠키씨 당주 1867년 - 1872년 | 후임 쿠츠키 츠나아키라 |

| 전임 쿠츠키 츠나아키라 | 제14대 구 후쿠치야마 쿠츠키씨 당주 (재임) 1878년 - 1883년 | 후임 쿠츠키 츠나사다 |